# 남코 시스템 246
남코 시스템 246(Namco System 246)은 아케이드 시스템 보드의 기반으로 소니 플레이스테이션 2 기술을 개발한 것이다. 2000년 12월 첫 번째 게임인 블러디 로어 3로 출시되었다. 세가 NAOMI와 마찬가지로 다른 제조업체에서 사용할 수 있도록 널리 라이선스를 받았다. 배틀 기어 및 캡콤 파이팅 에볼루션(Capcom Fighting Evolution)과 같은 게임은 남코 제품이 아닌 시스템 246 기반 아케이드 게임의 예이다.

## 사양
- 메인 CPU: MIPS III R5900 기반 "Emotion Engine", 294.912MHz에서 작동하는 64비트 RISC(시스템 256에서 299MHz까지 오버클럭), 128비트 SIMD 기능
- 서브 CPU: 33.8688MHz 캐시를 갖춘 MIPS II R3000A IOP(PSXCPU와 다름)
- 시스템 메모리: 32MB RIMM 3200 32비트 듀얼 채널(2x 16비트) RDRAM(Direct Rambus DRAM) @ 400MHz, 3.2GB/s 피크 대역폭
- 그래픽: 147.456MHz에서 작동하는 "그래픽 신디사이저"
- 그래픽 메모리: 4MB eDRAM(시스템 256에서는 8MB)
- 사운드: "SPU1+SPU2"
- 미디어: CD-ROM, DVD-ROM, 하드 디스크 드라이브, 64MBit 3.3V NAND FlashROM 보안 동글

남코 시스템 256은 시스템 246의 업그레이드 버전이지만 업그레이드 내용은 알 수 없다(VRAM이 더 많고 CPU 속도가 더 빠를 가능성이 있음).
남코 슈퍼 시스템 256(Namco Super System 256)은 일반 남코 시스템 256과 동일하지만 건 보드가 통합되어 있지만 이 변형은 타임 크라이시스 4에서만 사용되었다.
남코 시스템 147은 246과 유사하지만 DVD-ROM 드라이브를 사용하지 않고 대신 시스템 보드에 ROM 칩이 있다.